# Marquesado de Argüeso (Cantabria)
Marquesado de Argüeso fue una entidad de población española que actualmente pertenece al municipio de Hermandad de Campoo de Suso, perteneciente a la provincia de Cantabria, en la comunidad autónoma de Cantabria.

## Historia
Hacia mediados del siglo XIX, constaba de 10 pueblos. Aparece descrito en el primer volumen del Diccionario geográfico, estadístico, histórico, biográfico, postal, municipal, marítimo y eclesiástico de España y sus posesiones de ultramar de Pablo Riera y Sans con las siguientes palabras:

ARGÜESO, Marquesado S. de Esp., prov. y part. de Santander perteneciente á los duques del Infantado; consta de 10 pueblos cada uno con Reg. P., sujeto al A. M. que hay para todo él; y sus vecindarios podrán verse en sus respectivos artículos. Todo el territorio está cortado de cerros, de los cuales los mayores son los de la Pastiza, el Cueto, el Castro, el Castrillo, la Traquineja y los Picales. En sus intermedios hay algunas cañadas, y una hermosa vega llamada el Palombo por donde atraviesa un riachuelo que la fertiliza. Sus prod. son granos, legumbres, lino y algun ganado. La industría está reducida á algunos telares de lienzos y paños bastos: Contr. 4,368 rs. 18 mrs. Derec. enagenados.1,758 rs.
(Riera y Sans, 1881, p. 273)

El municipio de Marquesado de Argüeso desapareció de cara al censo de España de 1887, al incorporarse al de Hermandad de Campoo de Suso.

## Demografía
| Gráfica de evolución demográfica de Marquesado de Argüeso entre 1842 y 1877 |
| |
| Población de derecho según los censos de población del INE Población de hecho según los censos de población del INEEn este censo se denominaba Marquesado de Argüeso: 1842. En estos censos se denominaba Argüeso: 1857 y 1860. Entre el censo de 1887 y el anterior, este municipio desaparece porque se integra en el municipio Hermandad de Campoo de Suso. |